# Dorcadion kindermanni
Dorcadion kindermanni là một loài bọ cánh cứng trong họ Cerambycidae.